# Himantura
Himantura – rodzaj ryb chrzęstnoszkieletowych z podrodziny Urogymninae w obrębie rodziny ogończowatych (Dasyatidae).

## Rozmieszczenie geograficzne
Do rodzaju należą gatunki występujące w wodach Indo-Pacyfiku.

## Morfologia
Długość ciała do 410 cm; masa ciała (największa opublikowana) 150 kg.

## Systematyka
Rodzaj zdefiniowali w 1837 roku niemieccy ichtiolodzy Johannes Peter Müller i Jakob Henle w artykule poświęconym taksonom spodoustych opublikowanym w czasopiśmie Archiv für Naturgeschichte. Gatunkiem typowym jest (późniejsze oznaczenie) ogończa arnak (H. uarnak).

### Etymologia
- Himantura: gr. ἱμας himas, ἱμαντος himantos ‘pasek, rzemień’; ουρα oura ‘ogon’[6].
- Pastinaca: łac. pastinaca ‘pasternak’, od pastinum ‘widły ogrodowe’[7].

### Podział systematyczny
Do rodzaju należą następujące występujące współcześnie gatunki:
- Himantura australis Last, White & Naylor, 2016
- Himantura fava (Annandale, 1909)
- Himantura leoparda Manjaji-Matsumoto & Last, 2008
- Himantura marginata (Blyth, 1860)
- Himantura uarnak (Gmelin, 1789) – ogończa arnak[8]
- Himantura undulata (Bleeker, 1852)

Opisano również gatunki wymarłe:
- Himantura menoni (Sahni & Mehrotra, 1981)[9] (Azja; miocen)
- Himantura souarfortuna Adnet, Marivaux, Cappetta, Charruault, Essid, Jiquel, Ammar, Marandat, Marzougui, Merzeraud, Temani, Vianey-Liaud & Tabuce, 2020[10] (Afryka; eocen)